# Bourgtheroulde-Infreville
Bourgtheroulde-Infreville település Franciaországban, Eure megyében. Lakosainak száma 3171 fő (2017. január 1.).

## Népesség
A település népességének változása:
| Lakosok száma | 1122 | 1266 | 1317 | 2559 | 2742 | 2915 | 2959 | 3084 | 3795 | 3171 |
|               | 1962 | 1968 | 1975 | 1982 | 1990 | 2008 | 2013 | 2015 | 2016 | 2017 |